# ارتمی ودل
ارتمی ودل (اوکراینی: Артемiй Ведель؛ ۱ ژانویهٔ ۱۷۶۷ – ۱۴ ژوئیهٔ ۱۸۰۸) آهنگساز، خواننده، و رهبر (موسیقی) اهل امپراتوری روسیه بود.